# Anna Kazumi Stahl
Anna Kazumi Stahl (Shreveport, 1963) es una escritora, traductora y docente estadounidense. Desde el año 1995, reside y trabaja en la Argentina, donde publicó el libro de cuentos Catástrofes naturales (1997) y la novela Flores de un solo día (2002).

## Biografía
Anna Kazumi Stahl nació en 1963 en la ciudad de Shreveport, Estados Unidos, como hija de una madre japonesa y un padre estadounidense. En 1995, se doctoró en Ciencias Sociales y Letras en la Universidad de California en Berkeley.Ese mismo año, además, se trasladó a la Argentina, donde reside y trabaja desde entonces. En Buenos Aires, por ejemplo, dirige el programa de la Universidad de Nueva York University y enseña escritura creativa.
Junto a Tomiko Sasagawa Stahl, su madre, ha realizado traducciones del japonés al español de obras del antropólogo Michitaro Tada y de la artista Yayoi Kusama. En 1997, publicó en la editorial Sudamericana su primer libro, Catástrofes naturales. En 2002, publicó bajo el sello Seix Barral su primera novela, Flores de un solo día.

## Obra

### Narrativa
- Catástrofes naturales (1997, Sudamericana)
- Flores de un solo día (2002, Seix Barral)

### Ensayo
- Ecos entre el psicoanálisis y la literatura (2007, ICdeBA, en coautoría con Jorge Chamorro y Fermín Rodríguez)
- Miradas: literatura japonesa del siglo XX (2019, MALBA)